# Spanbroek

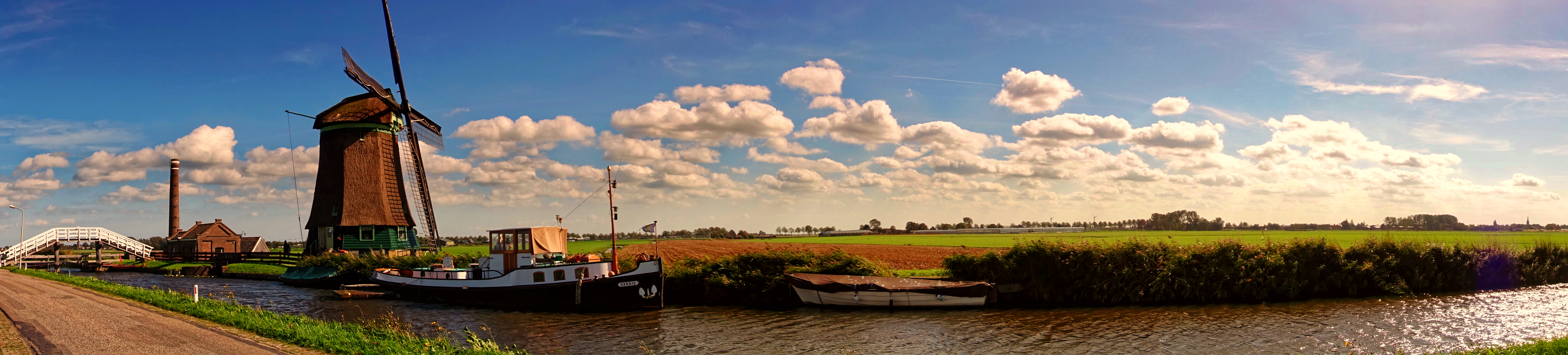
Panorama di Spanbroek, nella Frisia Occidentale (Olanda Settentrionale, Paesi Bassi)

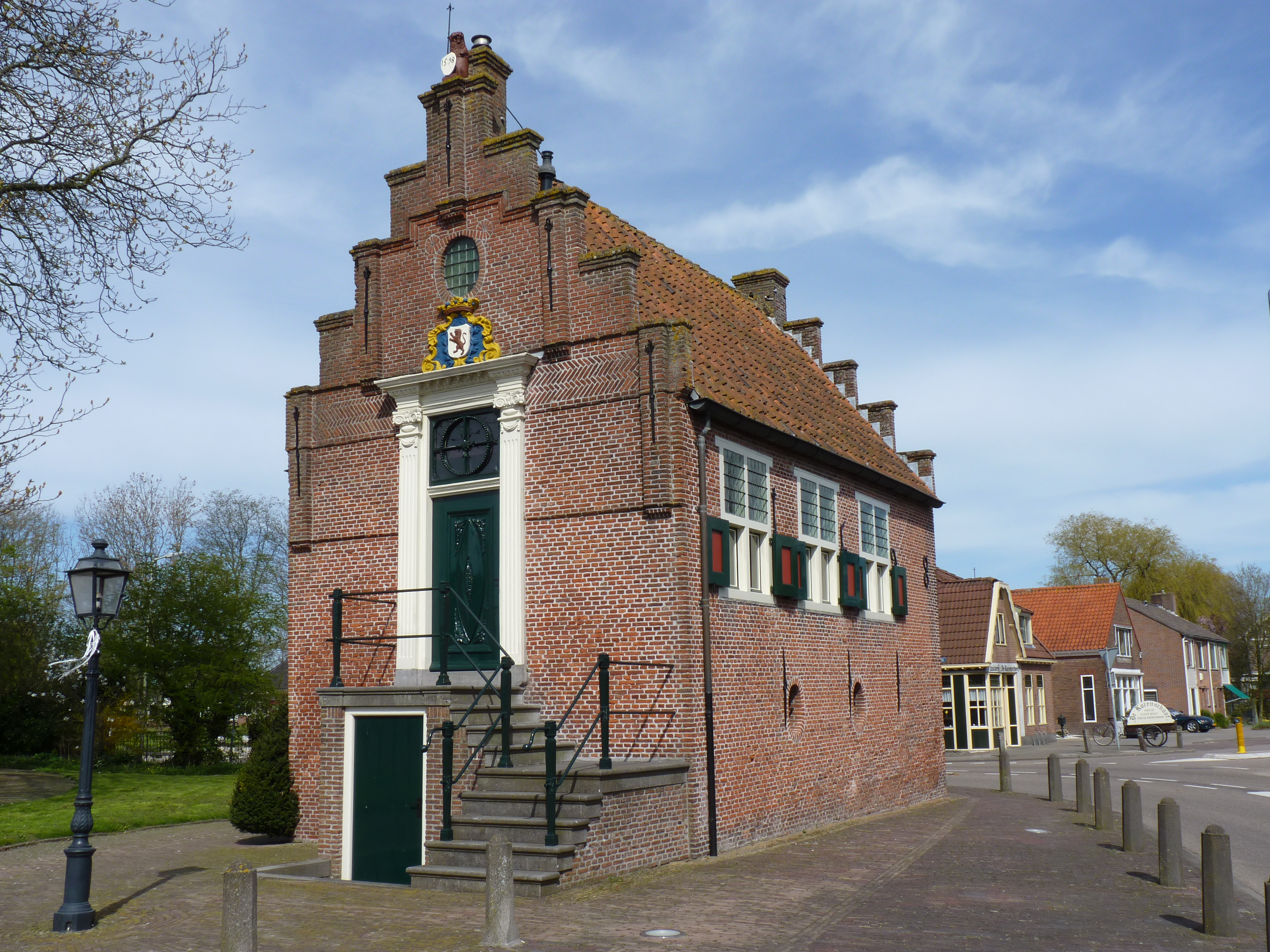
Spanbroek: l'ex-municipio

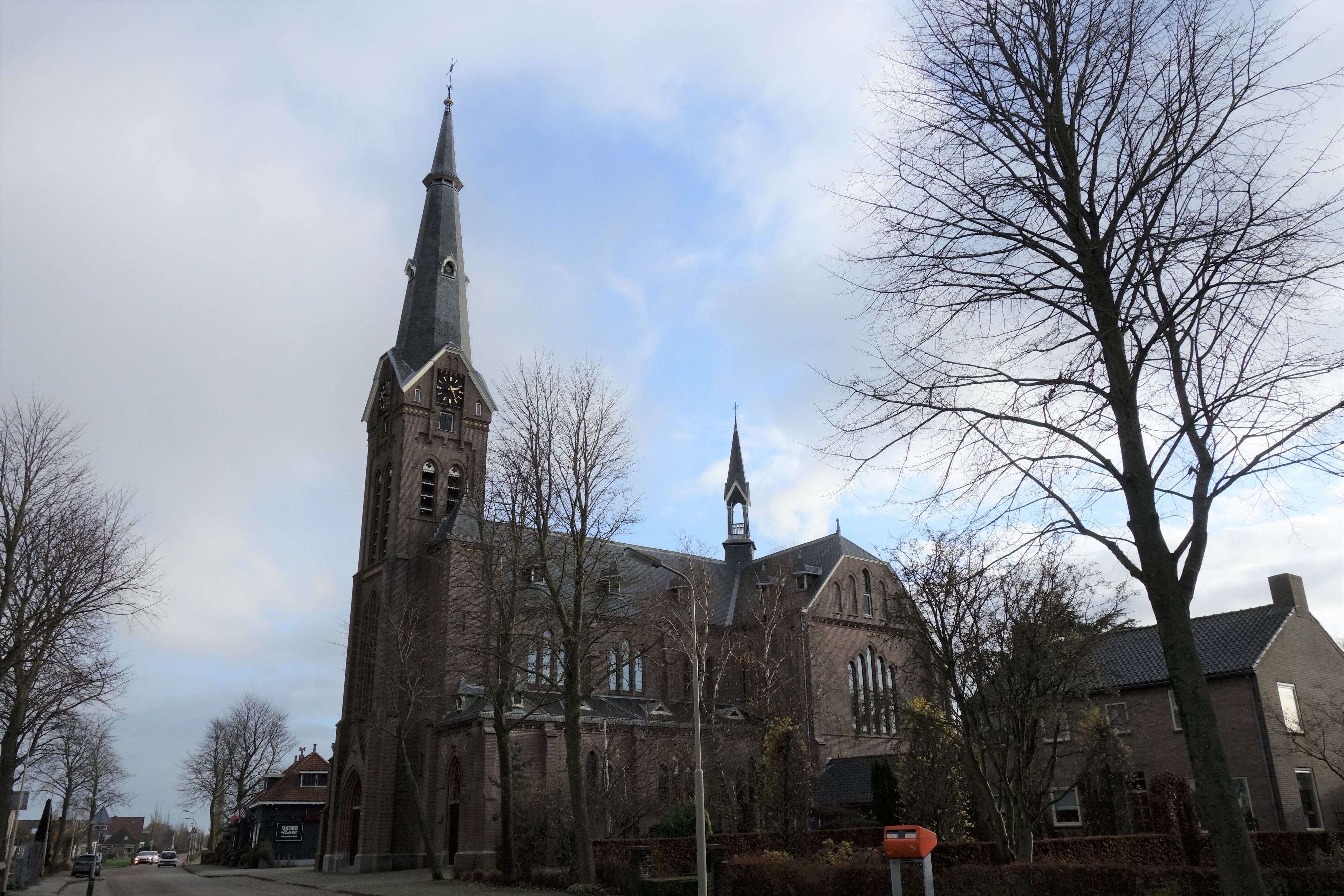
Spanbroek: la chiesa di San Bonifacio

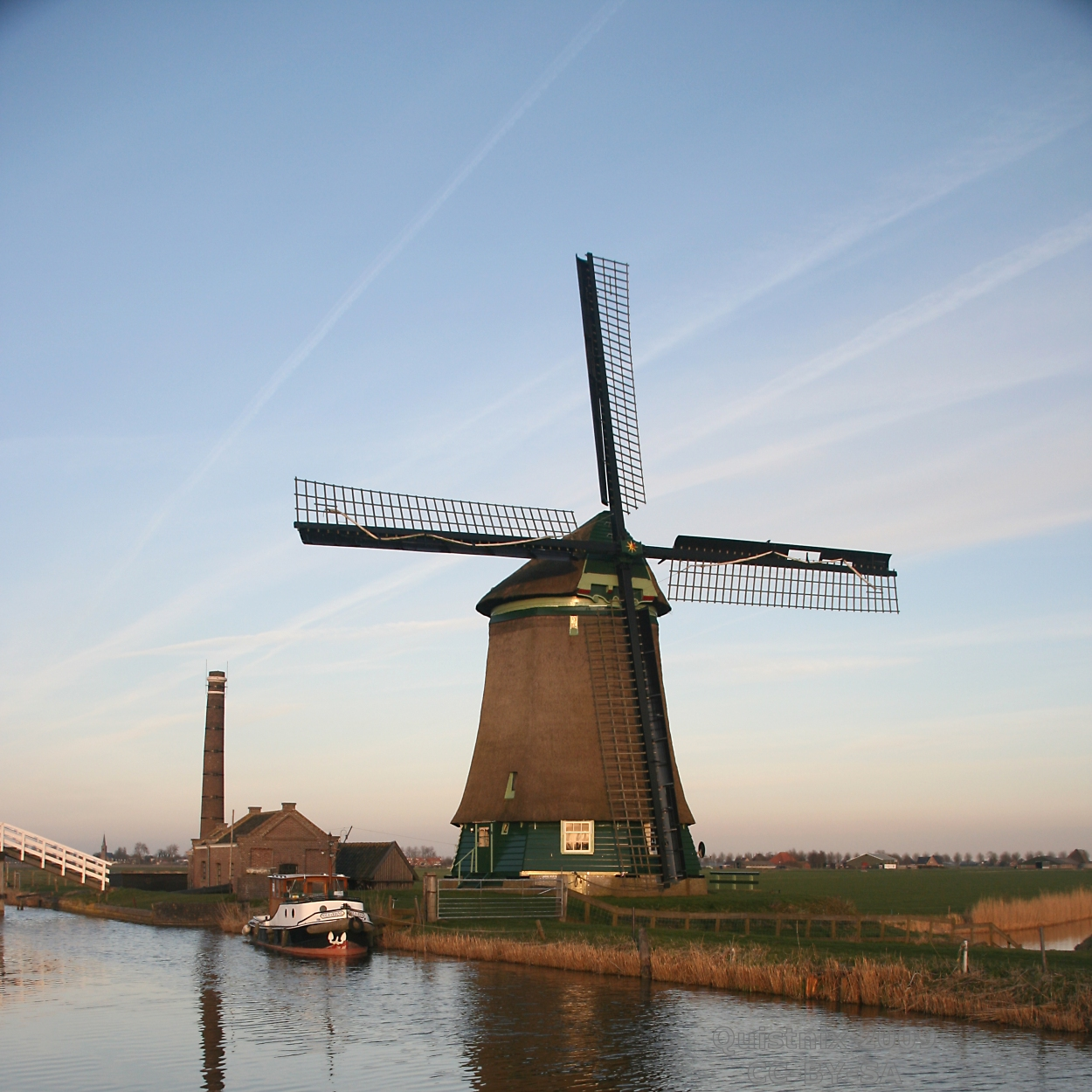
Spanbroek: il Kaagmolen

Spanbroek è un villaggio (dorp) di circa 4200-4300 abitanti del nord-ovest dei Paesi Bassi, facente parte della provincia dell'Olanda Settentrionale (Noord-Holland) e situato nella regione della Frisia Occidentale (West-Friesland). Dal punto di vista amministrativo, si tratta di un ex-comune, nel 1959 accorpato alla municipalità di Opmeer.

## Geografia fisica

### Territorio
Spanbroek si trova a pochi chilometri dalla costa che si affaccia sul Markermeer, tra le località di Hoorn e Heerhugowaard (rispettivamente ad ovest della prima a ad est della seconda), ad est di Wognum e Nibbixwoud e a pochi chilometri a sud-ovest di Abbekerk e appena a sud di Hoogwoud.
Il villaggio occupa un territorio di 11,26 km², di cui 0,8 km² sono costituiti da acqua.

## Storia

### Dalle origini ai giorni nostri
Spanbroek fu uno dei villaggi sorti nel 1413 dalla dissoluzione del balivato di Medemblik voluta dal duca Willem van Beieren. Lo stesso duca concesse a Spanbroek, il 2 febbraio dell'anno seguente, lo status di città.
In seguito, tra il 1414 e il 1426, confluirono nella città di Spanbroek anche i villaggi di Opmeer, Obdam e Hensbroek.
Nel 1774, la signoria di Spanbroek divenne di proprietà di Willem Frederik Hendrik van Wassenaer.
Successivamente, a partire dal gennaio 1812, in seguito al decreto emanato dall'imperatore Napoleone il 21 ottobre dell'anno precedente, Spanbroek si fuse con Opmeer per formare un unico comune chiamato Spanbroek.

### Simboli
Nello stemma di Spanbroek sono raffigurati un albero e un leone.
Questo stemma, di origine sconosciuta, è attestato sin dal XVIII secolo.

## Monumenti e luoghi d'interesse
Wijdenes vanta 11 edifici classificati come rijksmonumenten.

### Architetture religiose

#### 't Kerkhuys
Tra i principali edifici religiosi di Spanbroek, figura 't Kerkhuys, nota anche come Hervormde Kerk (chiesa protestante), situata al nr. 37 della Spanbroekerweg ed eretta in stile tardogotico nel XVI secolo.

#### Chiesa di San Bonifacio
Sempre nella Spanbroekerweg, si trova la chiesa di San Bonifacio (Bonifaciuskerk), costruita nel 1909 su progetto dell'architetto C.L.M. Robbers.

### Architetture civili

#### Antico municipio
Sempre nella Spanbroekerweg, si trova l'ex municipio: tra i più antichi municipi della Frisia Occidentale, venne costruito nel 1598 e fu utilizzato fino al 1884.

#### Kaagmolen
Altro edificio d'interesse di Spanbroek è il Kaagmolen, un mulino a vento situato nella Nieuwe Weg e risalente al 1654.

#### Mulino De Westerveer
Un altro mulino a vento è il De Westerveer, situato nella buurtschap di Zomerdijk e risalente al 1873.

## Società

### Evoluzione demografica
Al censimento del 2020, Wijdenes contava una popolazione pari a 4 290 abitanti.
La popolazione al di sotto dei 16 anni era pari a 695 unità, mentre la popolazione dai 65 anni in su era pari a 917 unità.
La località ha conosciuto un progressivo incremento demografico a partire dal 2014, quando contava 3 708 abitanti, superando i 4 000 abitanti nel 2019.

## Cultura

### Musei
- Scheringa Museum voor Realisme[16]

## Geografia antropica

### Suddivisioni amministrative
Buurtschappen:
- Wadway (in parte)
- Zandwerven
- Zomerdijk